# Unfinished Business (film, 1984)
Pour les articles homonymes, voir Unfinished Business.
Pour plus de détails, voir Fiche technique et Distribution.
Unfinished Business est un film canadien réalisé par Don Owen et sorti en 1984. 
C'est une suite au film Nobody Waved Good-bye récompensé en tant que documentaire en 1965.

## Synopsis
Un couple doit faire face à la révolte de leur fille de 17 ans, et tentent de retrouver leurs idéaux perdus dans leur vie de banlieusards.

## Fiche technique
- Titre : Unfinished Business
- Réalisation : Don Owen
- Scénario : Don Owen
- Production :  Canadian Broadcasting Corporation (CBC), Zebra Films
- Image : Douglas Kiefer
- Musique : Patricia Cullen, Norman Orenstein
- Montage : Peter Dale, David Nicholson
- Durée : 99 minutes[2]
- Date de sortie : 9 novembre 1984 ( Canada)

## Distribution
- Isabelle Mejias : Isabelle Marks
- Peter Spence : Jessie 'Fixit'
- Leslie Toth : Matthew
- Julie Biggs : Julie Marks
- Jane Foster : Jackie
- Melleny Melody : Larissa / Larry
- Chuck Shamata : Carl
- Marc Gomes : Cecil

## Récompenses et distinctions
- Le film a été nommé à cinq reprises lors des Genie Awards en 1985[3].